# 张志刚 (光学工程专家)
张志刚（1955年8月—），男，北京人，中国电子学家，北京大学信息科学技术学院教授、博士生导师，中华人民共和国教育部首批长江学者特聘教授。曾到日本、美国、法国多所大学进行学术访问。发表论文百余篇、出版《飞秒激光技术》、等学术著作、获得2011年国家科技进步二等奖等多个奖项。

## 生平
1982年和1984年先后获北京工业大学应用物理研究所学士、硕士学位。1992年获澳大利亚莫纳什大学物理博士学位。
1992至2000年先后在日本高田研究与创新研究所、Luminex公司、NEDO飞秒科技组从事科研工作。
1999年8月到2004年8月在天津大学任教。
2004年至今在北京大学信息科学技术学院量子电子所从事超快光学的研究。

## 研究领域
主要研究领域是锁模固体和光纤激光器及单元技术、远距离光纤频率传输和时间同步技术、超高重复频率掺铒光纤飞秒激光器和掺镱光纤飞秒激光器的频率梳技术等。

## 社会兼职
担任《光学学报》等期刊编委，中国光学工程学会理事。